# John Tradescant der Ältere

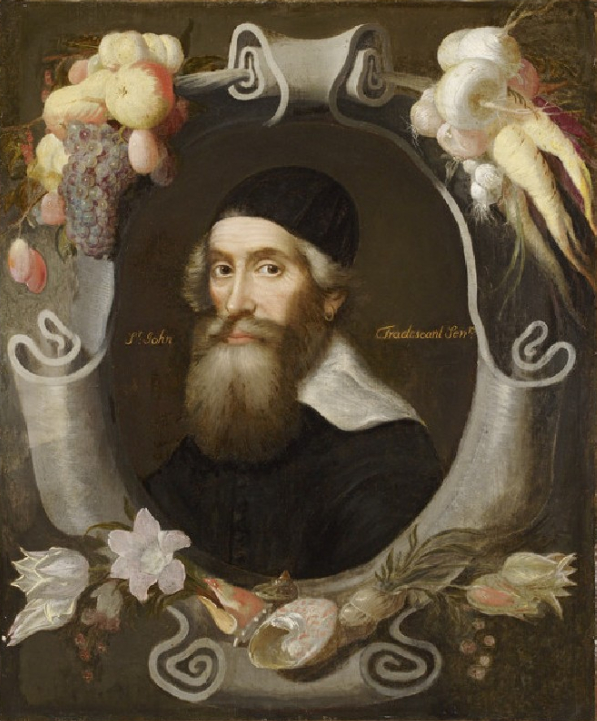
John Tradescant der Ältere (Porträt von Cornelis de Neve)

John Tradescant der Ältere (* getauft 1570; † 15. oder 16. April 1638 in South Lambeth) war ein englischer Gärtner und Botaniker. Sein Sohn war John Tradescant der Jüngere.

## Leben und Wirken
Die Herkunft John Tradescants des Älteren ist nicht vollständig geklärt. Ältere Lexika geben an, dass er aus den Niederlanden gestammt habe. Heute hingegen nimmt man an, dass er in Suffolk in England geboren wurde. Es gibt Hinweise darauf, dass er sich seinen späteren guten Ruf als Gärtner schon vor 1600 bei William Brooke, dem 10. Baron von Cobham auf dessen Sitz Cobham Hall erwarb.
1609 stellte ihn Robert Cecil, der 1. Earl von Salisbury für das Hatfield House in Hertfordshire als Gärtner ein. In seinem Auftrag reiste er 1610/11 in die Niederlande, um Tulpenzwiebeln, Weinreben, Obstbäume und andere Pflanzen für ihn zu erwerben. Nach dem Tod von Robert Cecil verblieb er bis 1614 im Dienst von dessen Sohn William. In den Jahren von 1615 bis 1623 entwarf er für Sir Edward Lord Wotton, Geheimrat und Schatzmeister von König Jakob I., die Gärten in der Gegend um die Abtei St. Augustinus in Canterbury.
Von Gravesend brach er 1618 mit Sir Dudley Digges (1583–1639), der zum Botschafter beim Zarentum Russland ernannt war, zu einer militärischen Expedition nach Nordrussland auf. Über die Reise, die ihn bis nach Sewerodwinsk führte, schrieb er ein uns erhaltenes Reisetagebuch. Aus Archangelsk brachte er einige Pflanzen, so Rosa moscovita, Engelwurz, Lärchen und eine Geranium-Art, nach England mit. Nach Fertigstellung des Schloss Chilham von Dudley Digges legte Tradescant den dortigen Garten an.
1620 segelte er zum Mittelmeer, um an einer militärischen Operation gegen die Piraten der Barbareskenstaaten teilzunehmen und gelangte so bis in die Levante. Von dieser Fahrt brachte er den Granatapfel, die Aprikose und die Pistazie mit nach England zurück.
1621 trat John Tradescant in die Dienste von George Villiers dem 1. Herzog von Buckingham, gestaltete dessen Gärten in Chelmsford um und reiste in dessen Auftrag 1624 erneut in die Niederlande. 1625 reiste er mit Villiers nach Paris, der dort die Heirat zwischen Henrietta Maria von Frankreich und Karl I. arrangierte. Bei diesem Aufenthalt in Paris traf er auch mit dem königlichen Botaniker Jean Robin zusammen. 1627 nahm er an der Belagerung von La Rochelle teil.

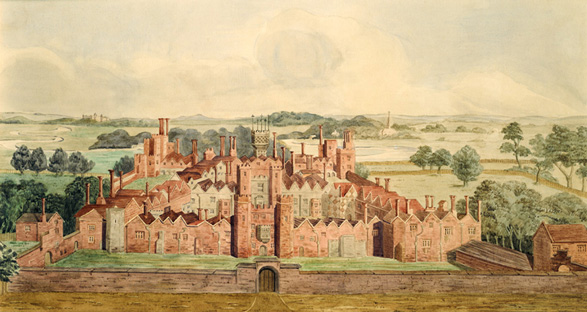
Oatlands Palace im 17. Jahrhundert

Um 1626 pachtete er in South Lambeth, unweit der offiziellen Residenz Lambeth Palace des Erzbischofs von Canterbury, Land sowie das später „The Ark“ („Die Arche“) genannte Gebäude. Dort versammelte er die auf seinen Reisen erworbenen Kuriositäten im Musaeum Tradescantianum die er 1629 der Öffentlichkeit zugänglich machte. Die Sammlung ist das älteste englische Kuriositätenkabinett und zugleich das erste öffentliche Museum von England. Später wurde die Sammlung Bestandteil des Ashmolean Museum in Oxford.
1630 ernannte ihn Karl I. zum Aufseher der Gärten, Weinberge und Seidenplantagen  von Oatlands Palace bei Weybridge. Kurz vor seinem Tod wurde er 1637 noch Aufseher des Physic Garden in Oxford.
Um das Musaeum Tradescantianum in Lambeth herum entstand ein großer, ebenfalls öffentlich zugänglicher, Pflanzengarten. Ein 1634 herausgegebener Pflanzenkatalog zählt allein 40 nordamerikanische Pflanzenarten auf. Tradescant soll als erster die Selbstkletternde Jungfernrebe (Parthenocissus quinquefolia), Aquilegia canadensis, Aster tradescantii, Rudbeckia laciniata, die Virginia-Dreimasterblume Tradescantia virginiana und wahrscheinlich auch Robinia pseudoacacia in Europa kultiviert haben.
John Tradescant starb 1638, als sich sein Sohn auf seiner ersten Reise nach Virginia befand. Sein Grab befindet sich in Lambeth auf dem Friedhof der Kirche St Mary, wo er gemeinsam mit seinem Sohn beerdigt ist.

## Ehrungen
Heinrich Bernhard Rupp benannte nach den Tradescants die Gattung der Dreimasterblumen (Tradescantia) aus der Pflanzenfamilie der Commelinagewächse (Commelinaceae). Carl von Linné übernahm später diesen Namen.

## Schriften
- A Viag of Ambusad. 1618.
- Plantarum in horto Johannem Tradescanti nascentium catalogus. London 1634.

## Nachweise